# 圣维扬斯
圣维扬斯（法語：Saint-Viance，法語發音：[sɛ̃ vjɑ̃s]）是法国科雷兹省的一个市镇，位于该省西部偏南，属于布里夫拉盖亚尔德区。

## 地理
圣维扬斯（45°13'3"N, 1°27'9"E）面积16.23 平方千米，位于法国新阿基坦大区科雷兹省，该省份为法国中南部省份，北起上维埃纳省和克勒兹省，西接多爾多涅省，南至洛特省，东临多姆山省和康塔爾省。
与圣维扬斯接壤的市镇（或旧市镇、城区）包括：阿拉萨克、栋兹纳克、于萨克、瓦雷斯。

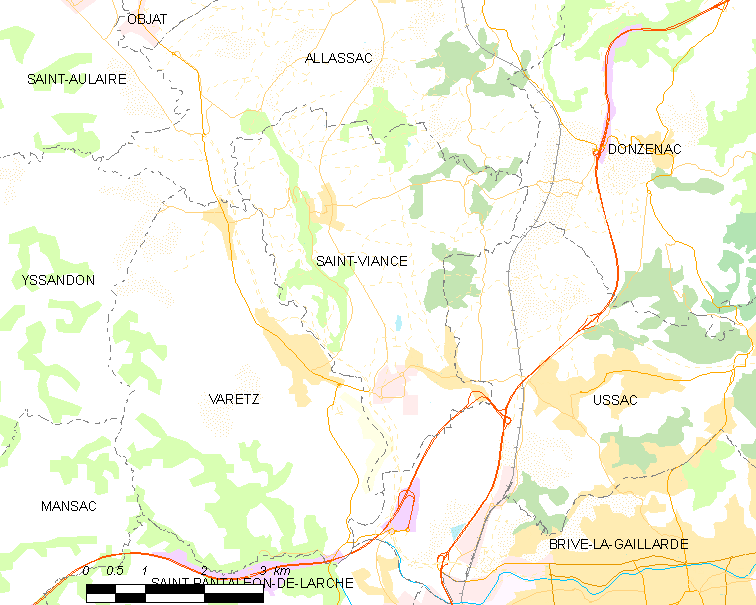
圣维扬斯的OSM定位图

圣维扬斯的时区为UTC+01:00、UTC+02:00（夏令时）。

## 行政
圣维扬斯的邮政编码为19240，INSEE市镇编码为19246。

## 政治
圣维扬斯所属的省级选区为阿拉萨克县。

## 人口

1962-2008年间圣维扬斯人口变化图示

圣维扬斯于2022年1月1日时的人口数量为1888人。